# Lago Buenos Aires/General Carrera
Lago Buenos Aires (Argentinien) oder Lago General Carrera (Chile) ist ein See in Argentinien und Chile. Er liegt in der Región de Aisén und in der Provinz Santa Cruz an der argentinisch-chilenischen Grenze.
Der Lago Buenos Aires / Lago General Carrera besitzt eine Gesamtfläche von rund 1850 km².
Erreichbar ist der See von der chilenischen Seite über die Fernstraße Carretera Austral. Von Puerto Ingeniero Ibáñez führt eine Fährverbindung nach Chile Chico, die Fahrt dauert rund 2 1/2 Stunden. Chile Chico ist Grenzstadt zu Argentinien.
Das Klima ist aufgrund der südlichen Lage bereits recht polar.

## Geschichte
Am argentinischen Ufer entstand ab 1900 das Dorf Los Antiguos (heute kleine Stadt). Die Besiedlung der Gegend begann verstärkt ab 1925. 1971 und 1991 wurden die Städte um den See von großen Ascheregen des Vulkans Cerro Hudson überzogen. Der Vulkan liegt nordwestlich des Sees mit einer Höhe von 2600 m.
Mit der Anbindung an die Fernstraße Carretera Austral Anfang der 1990er Jahre kam ein gewisser wirtschaftlicher Aufschwung in diese abgelegene Gegend.

## Wirtschaft
Der Fischfang und die Forstwirtschaft spielen in der Region eine wichtige Rolle. In Puerto Tranquilo an der Nordwest-Küste des Sees gewinnt auch der Tourismus an Bedeutung, da es hier Marmorhöhlen gibt.